# Mindelheim
Mindelheim est une ville allemande située en Bavière et chef-lieu de l'arrondissement d'Unterallgäu.
Mindelheim doit son nom à la rivière Mindel.

## Château de Mindelburg
Aux environs, château Schloss Mindelburg, propriété privée.

## Galerie

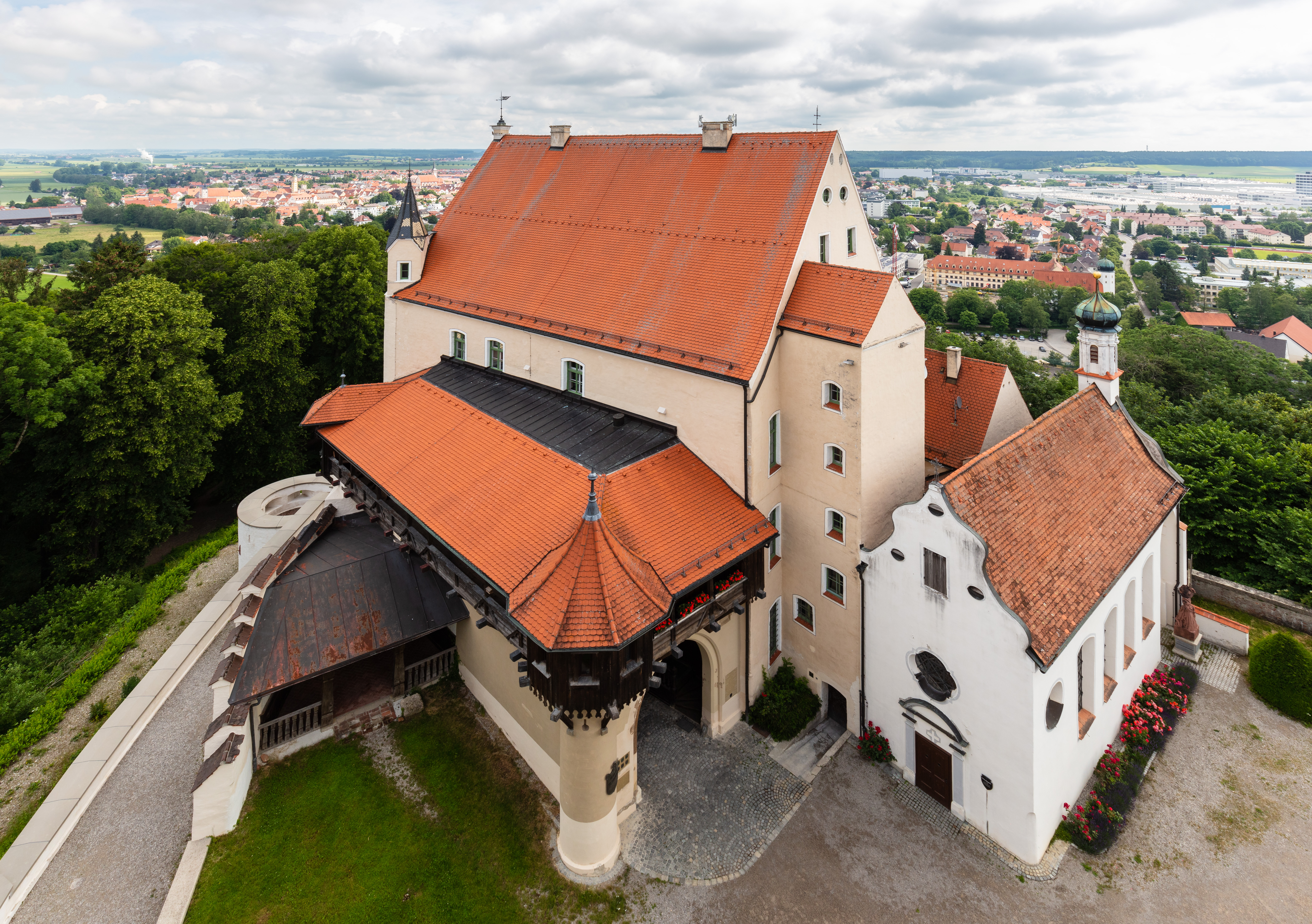
Château (Schloss Mindelburg) en 2019
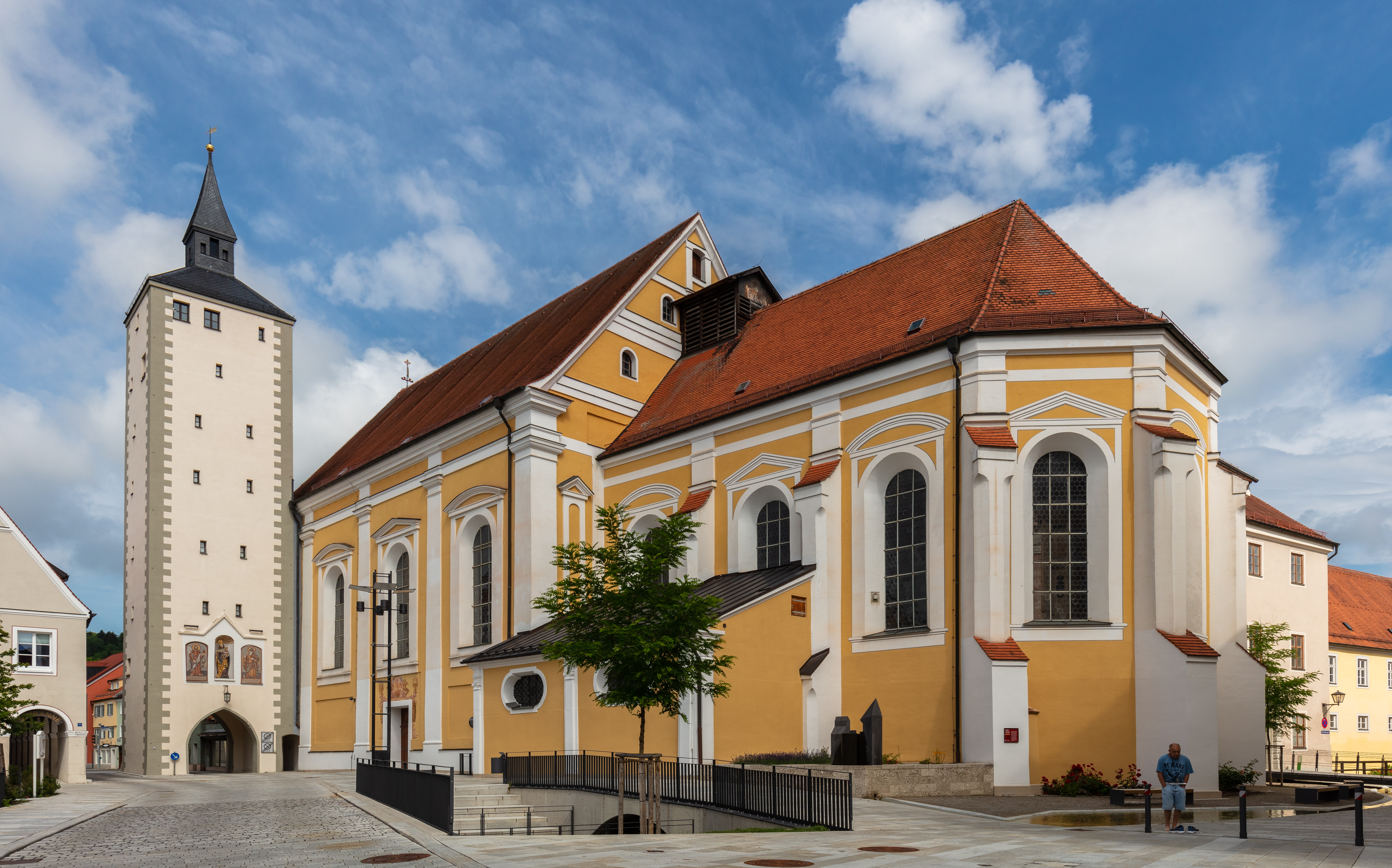
L'église Mariä Verkündigung
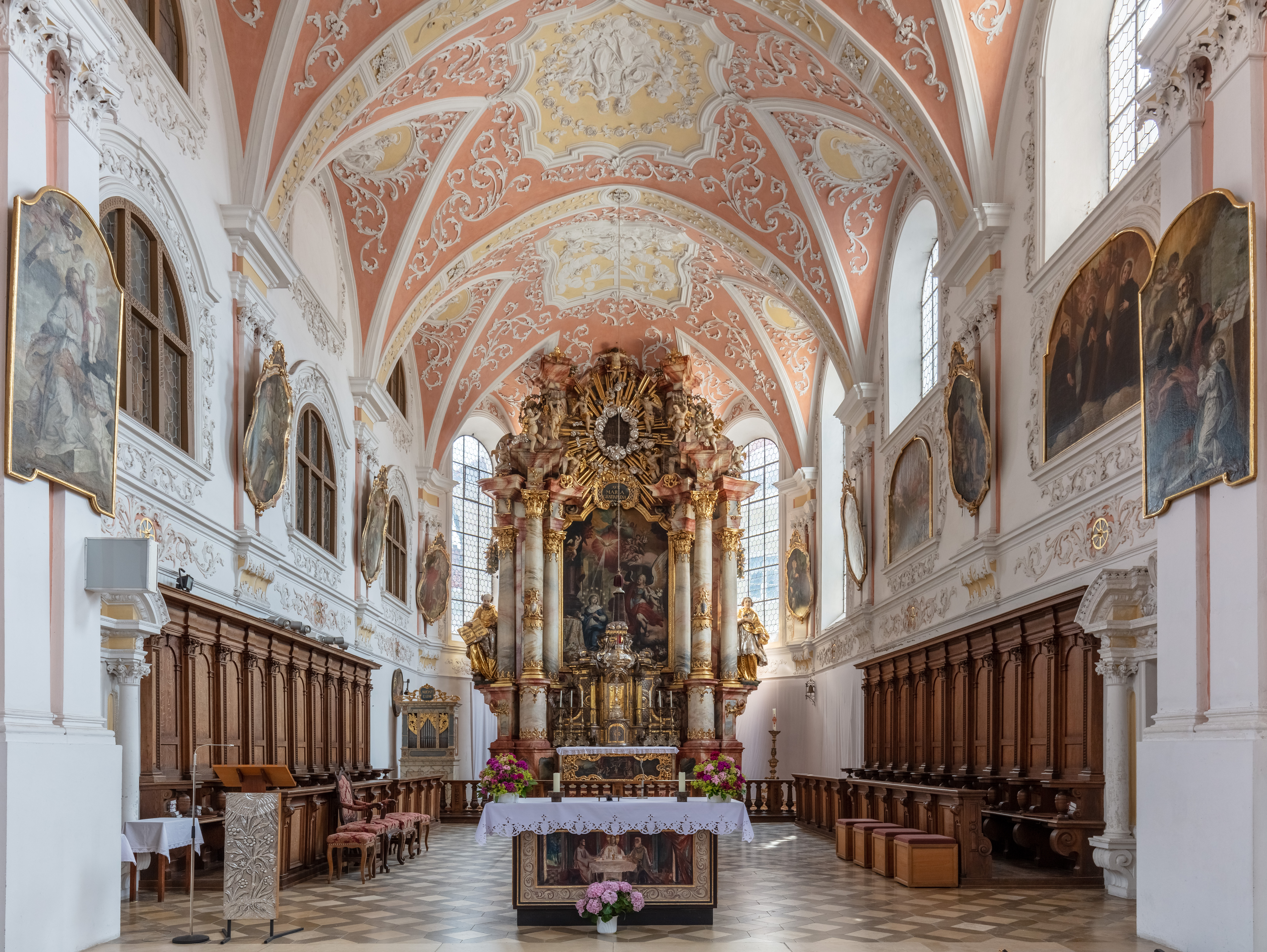
Intérieur de l'église Mariä Verkündigung
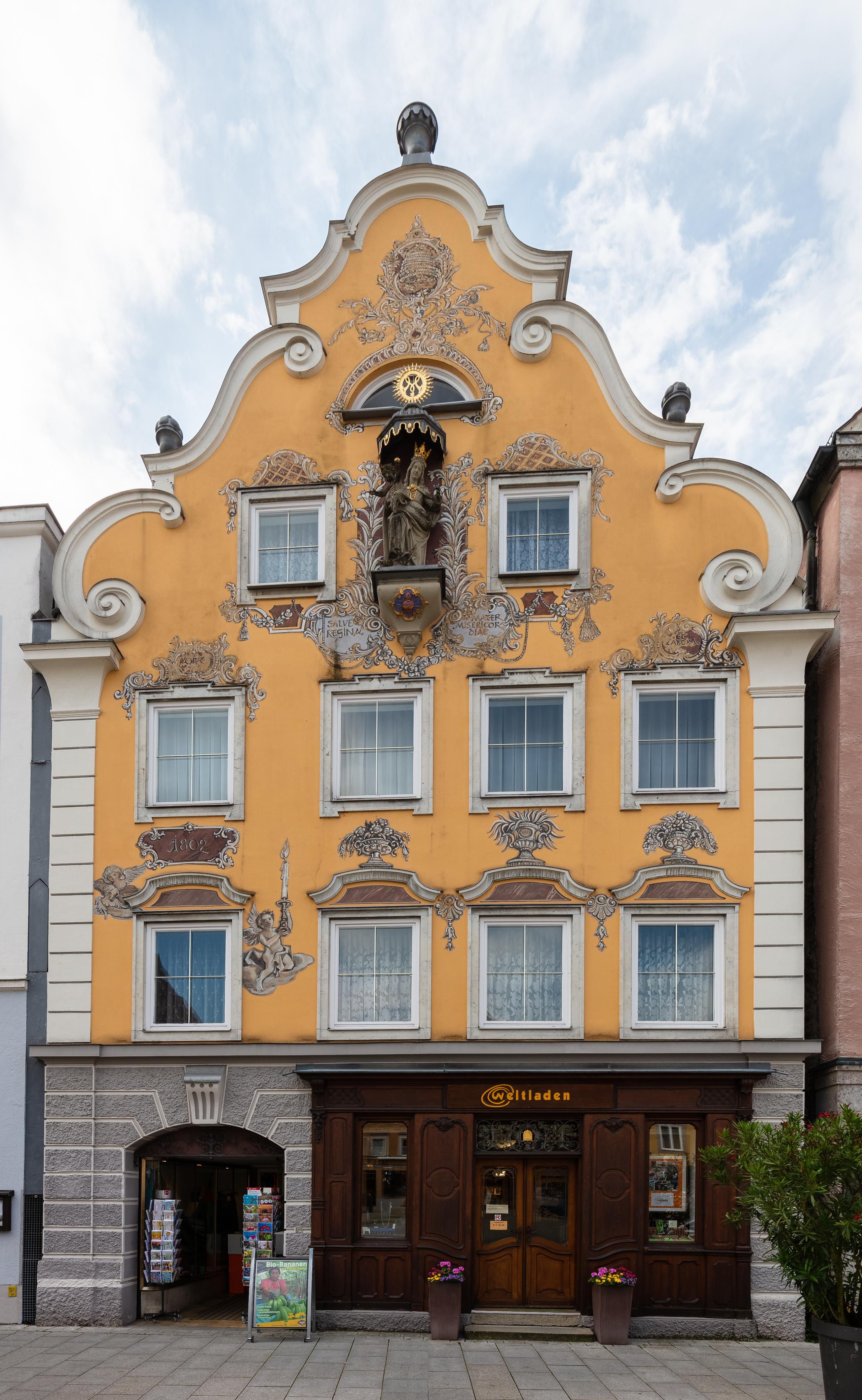
Maximilianstr. 33
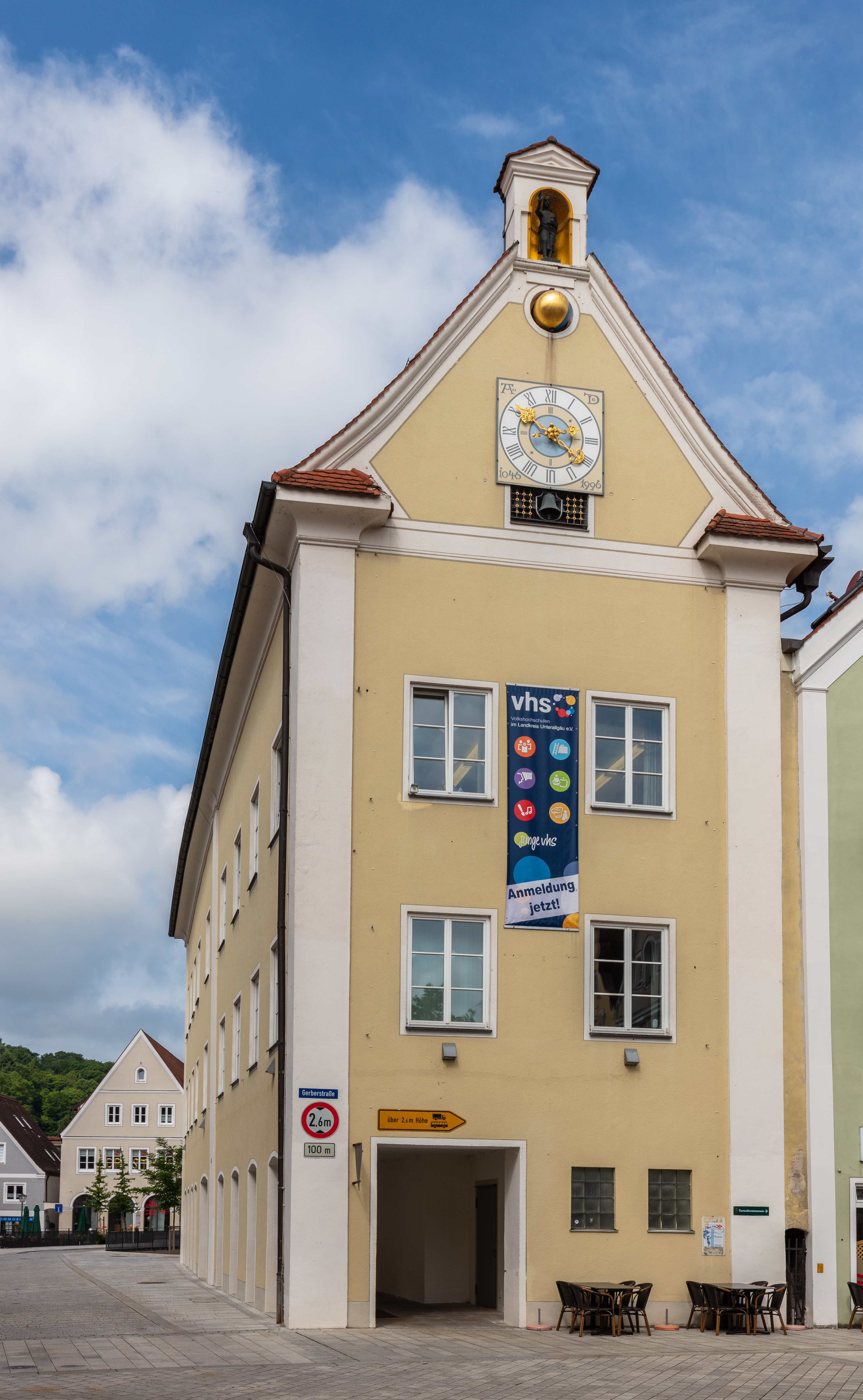
Maximilianstr. 60
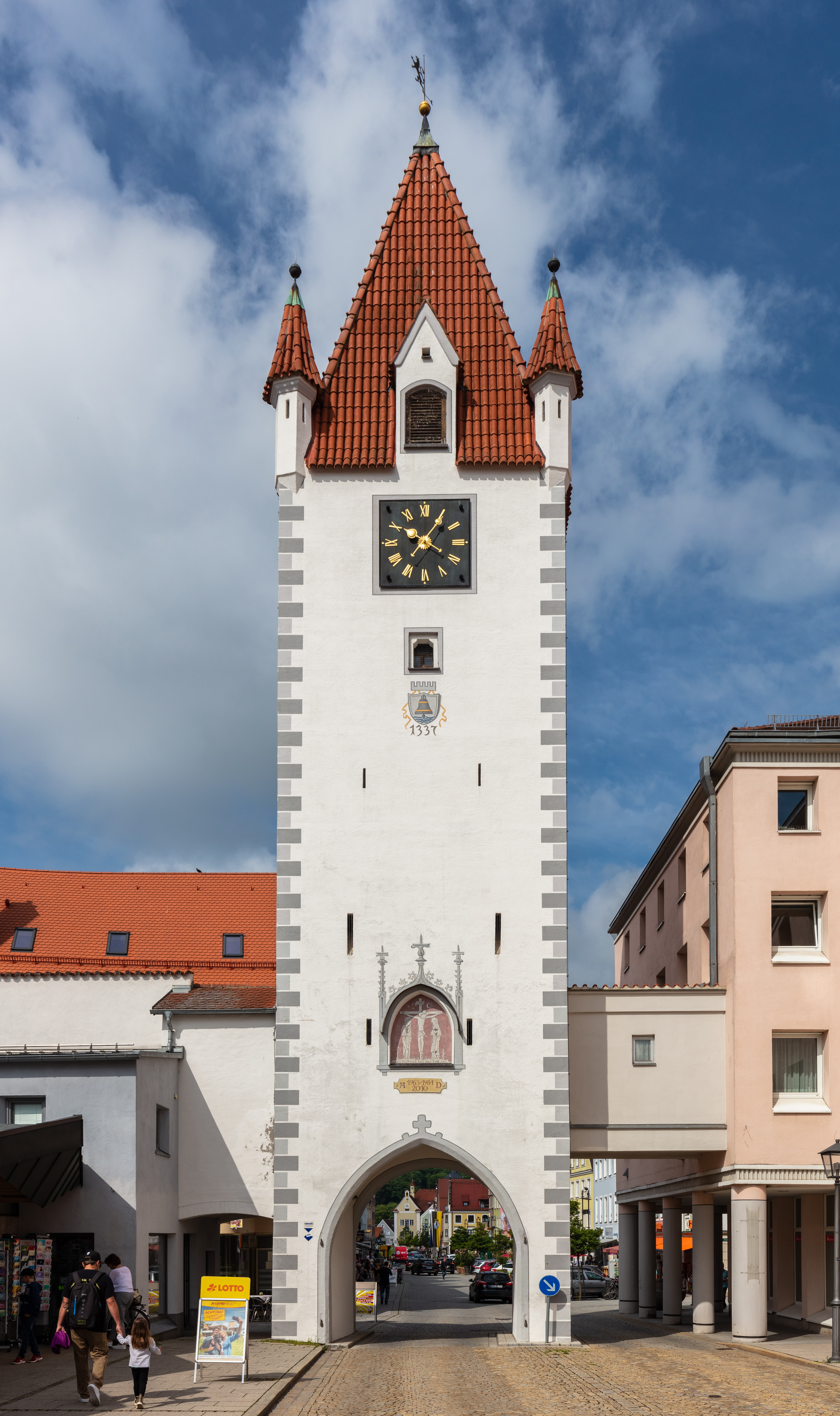
Porte Haute
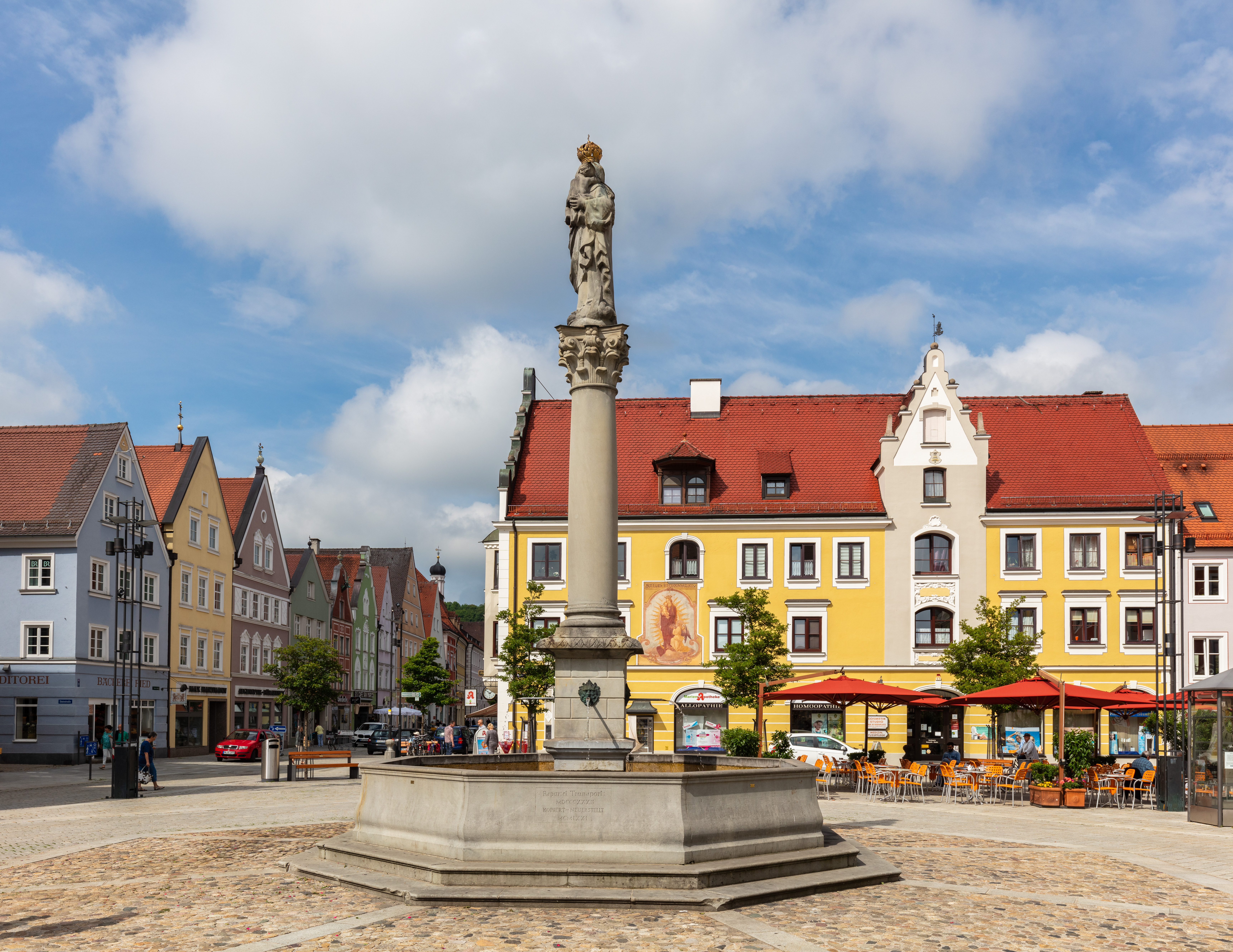
Colonne Maria

## Lieux d'intérêt
- L'abbaye Mariä Verkündigung (Mindelheim) (de)

## Personnalités liées à la commune
- Georg von Frundsberg (1473-1528), militaire ;
- Adam Reusner (1496-1563), poète et théologien ;
- Karl Mayr (1883-1945), militaire ;
- Katja Poensgen, née en 1976, pilote moto.